# Президентские выборы в Эквадоре (1892)
Президентские выборы в Эквадоре проходили с 10 по 13 января 1892 года. В результате победу одержал Луис Кордеро Креспо, получивший 58 % голосов.

## Предвыборная обстановка
Выборы были назначены президентом Антонио Флоресом Хихоном для избрания его преемника в соответствии с Конституцией 1884 года. Кандидатами на этих выборах были Луис Кордеро Креспо от правящей Прогрессивной партии и Камило Понсе Ортис от консерваторов.

## Результаты
Луис Кордеро Креспо одержал победу с 36 557 голосами, Камило Понсе Ортис получил 26 321 голос.
Луис Кордеро Креспо вступил в должность конституционного президента республики 1 июля 1882 года.
| Кандидат                             | Голоса | %    |
| ------------------------------------ | ------ | ---- |
| Луис Кордеро Креспо                  | 36 557 | 58,1 |
| Камило Понсе Ортис                   | 26 321 | 41,8 |
| Источник: Tribunal Supremo Electoral |        |      |